# Hotel y Casino Waterfront Cebu City
El Hotel y Casino Waterfront Cebu City es un hotel de cuatro estrellas situado en la ciudad de Cebú, Filipinas. El hotel cuenta con 561 habitaciones. Los salones del hotel incluyen el Pacífico, el Grand Ballroom, con más de 2.000 m² de superficie, diez salas de reuniones, y dos jardines con piscina. Se construyó a tiempo para el  Foro de Turismo de la ASEAN de 1998. El hotel tiene un área de juego llamado Club Waterfront. El Casino filipino también está en el hotel.